# 幽帶腔吻鱈
幽帶腔吻鱈，為輻鰭魚綱鱈形目鼠尾鱈科的其中一種。分布於東印度洋澳洲海域，屬深海底棲性魚類，棲息深度297-717公尺，體長可達25公分，生活習性不明。